# Герб Лоріняна
Ге́рб Лоріня́на — офіційний символ містечка Лорінян, Португалія. Використовується як територіальний герб. У червоному щиті зелене лаврове дерево із золотими плодами, яке росте на чорно-зеленій землі. Обабіч нього дві золоті лілії. У главі щита срібний півмісяць праворуч, обернений до центру, і золоте сонце ліворуч. Щит увінчує срібна мурована містечкова корона з чотирма вежами.  Під щитом біла стрічка, на якій великими літерами напис португальською: «vila da Lourinhã» (містечко Лорінян).  Офіційно затверджений 5 листопада 1941 року.  

## Галерея

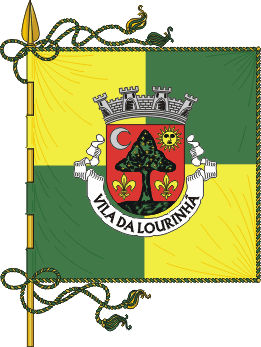
Прапор